# ميشل كاتون
ميشل كاتون (بالإنجليزية: Michael Caton)‏ هو ممثل أسترالي، ولد في 21 يوليو 1943 في أستراليا.

## وصلات خارجية
- ميشل كاتون على موقع IMDb (الإنجليزية)
- ميشل كاتون على موقع ألو سيني (الفرنسية)
- ميشل كاتون على موقع قاعدة بيانات الأفلام السويدية (السويدية)
- ميشل كاتون على موقع قاعدة بيانات الفيلم (الإنجليزية)
- ميشل كاتون على موقع كينوبويسك (الروسية)